# Medetera petulca
Medetera petulca är en tvåvingeart som beskrevs av Wheeler 1899. Medetera petulca ingår i släktet Medetera och familjen styltflugor. Inga underarter finns listade i Catalogue of Life.